# Mesure Tutku Yılmaz
Mesure Tutku Yılmaz (* 1. Januar 2000) ist eine türkische Leichtathletin, die sich auf den Stabhochsprung spezialisiert hat.

## Sportliche Laufbahn
Erste internationale Erfahrungen sammelte Mesure Tutku Yılmaz beim Europäischen Olympischen Jugendfestival (EYOF) 2015 in Tiflis, bei dem sie mit übersprungenen 3,80 m den sechsten Platz belegte und im Jahr darauf schied sie dann bei den erstmals ausgetragenen Jugendeuropameisterschaften ebendort ohne eine überquerte Höhe in der Qualifikation aus. 2017 belegte sie bei den U18-Weltmeisterschaften in Nairobi mit 4,00 m den vierten Platz, ehe sie bei den U20-Europameisterschaften in Grosseto mit 3,70 m in der Qualifikation ausschied. 2018 wurde sie bei den U23-Mittelmeermeisterschaften in Jesolo mit 4,15 m Sechste und verpasste dann bei den U20-Weltmeisterschaften in Tampere mit 4,10 m den Finaleinzug. Anschließend brachte sie bei den Balkan-Meisterschaften in Stara Sagora keinen gültigen Versuch zustande, wie auch bei den Leichtathletik-U23-Europameisterschaften 2019 im schwedischen Gävle. 2021 gewann sie bei den Balkan-Hallenmeisterschaften in Istanbul mit 4,40 m die Bronzemedaille und egalisierte damit den von Buse Arıkazan gehaltenen Landesrekord, ehe sie drei Tage später ihre Bestleistung auf 4,41 m steigerte.
2021 wurde Yılmaz türkische Hallenmeisterin im Stabhochsprung.

## Persönliche Bestleistungen
- Stabhochsprung: 4,32 m, 24. April 2021 in Mersin
  - Stabhochsprung (Halle): 4,41 m, 23. Februar 2021 in Istanbul (türkischer Rekord)